# Wolfgang Mikuláš z Auerspergu
Wolfgang Mikuláš z Auerspergu (německy Wolfgang Nikolaus Freiherr von Auersperg, 1579 – 3. dubna 1632) byl rakouský šlechtic, svobodný pán z rodu Auerspergů na Peilensteinu.

## Život

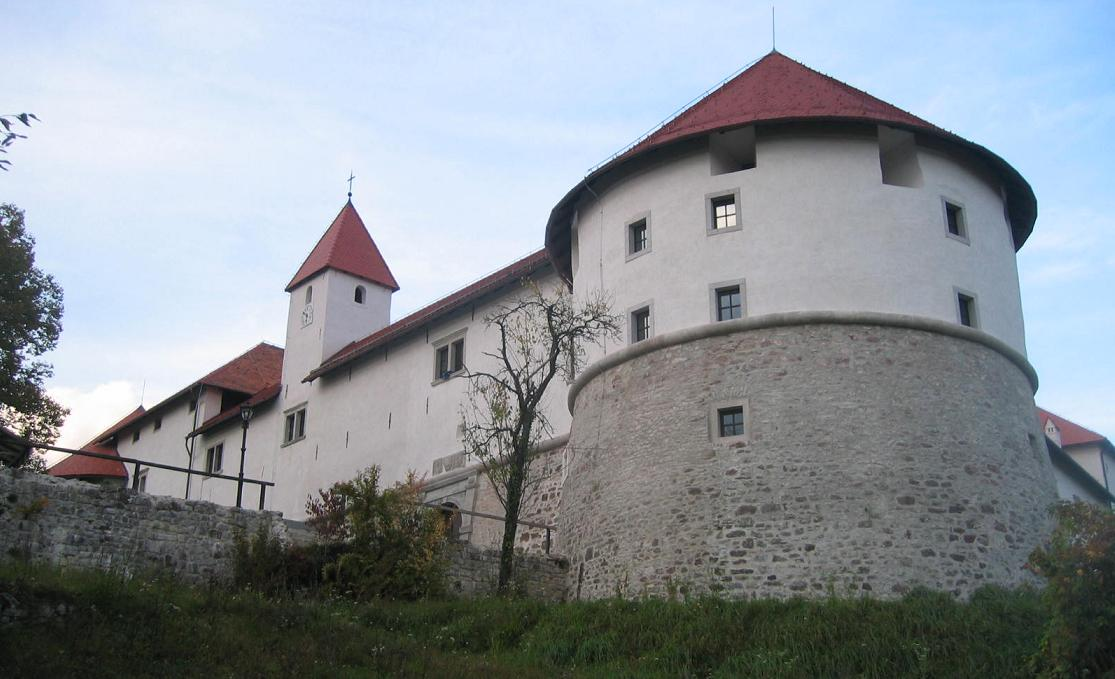
Hrad Auersperg, dnes „grad Turjak“

Narodil se jako nejstarší syn svobodného pána Wolfganga Zikmunda z Auerspergu († 1598) a jeho manželky Felicitas z Windisch-Graetze (1560–1615), vnučky Siegfrieda z Windisch-Graetze (1485–1541), dcery Jakuba II. z Windisch-Graetze (1524–1577) a Anny Marie z Welz-Ebersteinu († 1564). 
Měl bratra Pavla Volharda (1581–1605), Wolfganga Vikarta z Auerspergu (1583–1665/1666) a Ondřeje z Auerspergu (1597–1632).

### Manželství a potomstvo
Wolfgang Mikuláš z Auerspergu se 23. ledna 1611 oženil s Annou Justýnou ze Stubenbergu (* 4. dubna 1594 – 26. března 1630). Z jejich manželství se norodilo 5 dětí:  
- Zikmund Erasmus (1613 – 1661), svobodný pán, ženatý od roku 1640 s paní Eusebií Benignou z Kounic (1612 – 1675)
- Jiří Bartoloměj (1615 – 1616)
- Wolfgang Matyáš (1616 – 1678), hrabě, oženil se v roce 1671 s Kateřinou Reginou z Piehlu († 1681)
- Siegfried (1619 – 1620)
- Juliana Felicitas (* 1620)